# Mečeříž
Mečeříž (en allemand : Metscherschisch) est une commune du district de Mladá Boleslav, dans la région de Bohême-Centrale, en République tchèque. Sa population s'élevait à 531 habitants en 2020.

## Géographie
Mečeříž se trouve à 6,5 km à l'ouest de Benátky nad Jizerou, à 18 km au sud-ouest de Mladá Boleslav et à 32 km au nord-est de Prague.
La commune est limitée par Dolní Slivno à l'ouest et au nord, par Sedlec au nord-est, par Kochánky à l'est, par Tuřice et Kostelní Hlavno au sud, et par Sudovo Hlavno à l'ouest.

## Histoire
La première mention écrite de la localité date de 1046.

## Transports
Par la route, Mečeříž se trouve à 7,5 km de Benátky nad Jizerou, à 29,5 km de Mladá Boleslav et à 40 km du centre de Prague.